# 南岗站 (广州地铁)
南崗站是廣州地鐵13號線的其中一個車站，位於中国广东省广州市黃埔區黄埔東路黄埔東路、南崗路、亨元路口以北的地底，2017年12月28日隨13號線首期开通。

## 車站結構

### 車站樓層
本站共有兩層。地面為黃埔東路、南崗公交總站及其它建築；地下一層為站廳；地下二層為13號線站台層。

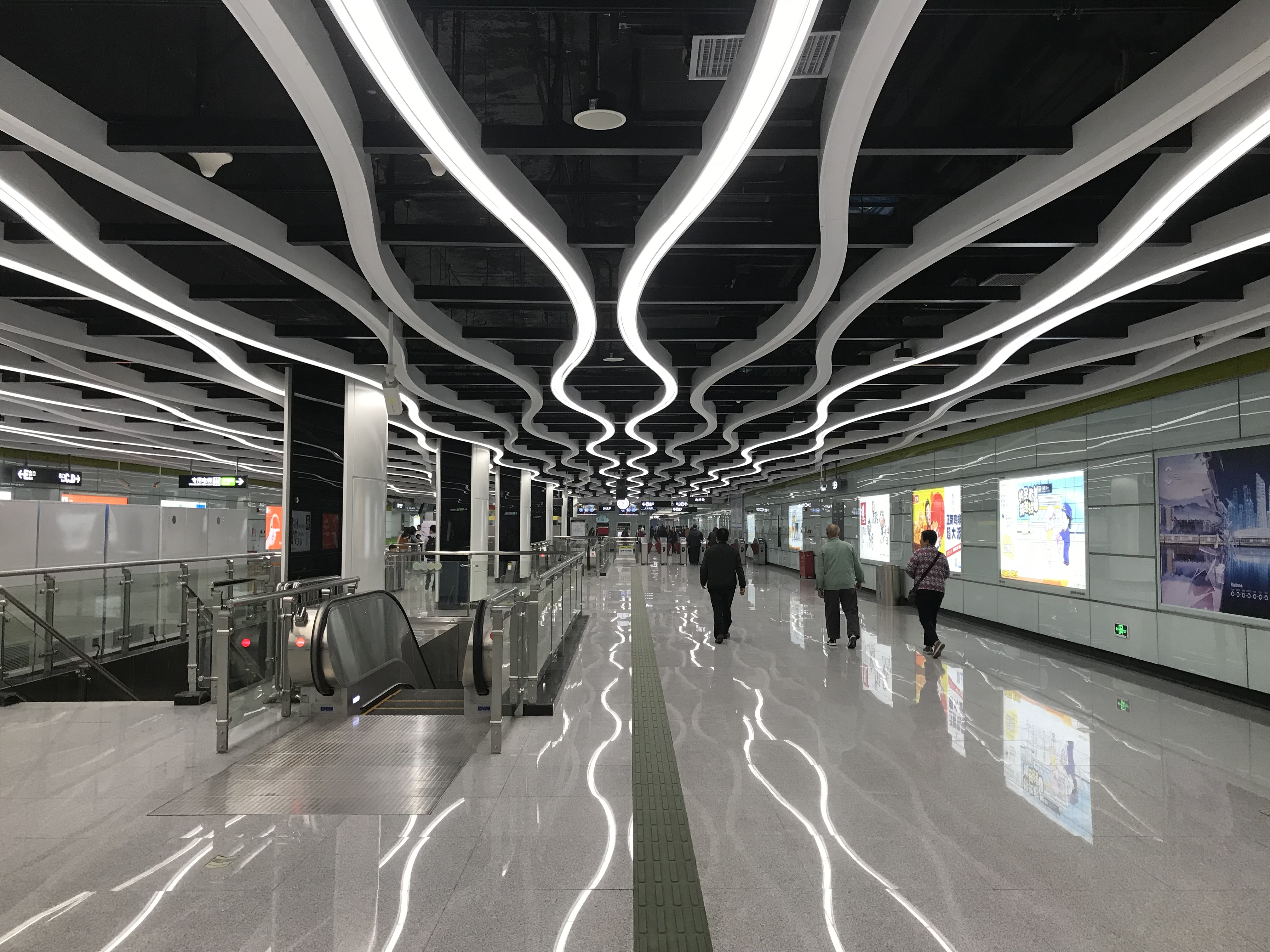
站厅

| 地下一层 | 站厅                       | 售票機、客服中心、商店、警务室、安检设施 |  |  |
| 地下二层 | 2 站台                     | █13号线 鱼珠方向（下站：夏园）           |  |  |
|          | 岛式站台（卫生间、母婴室） |                                          |  |  |
|          | 1 站台                     | █13号线 新沙方向（下站：沙村）           |  |  |

### 站厅
南岗站站厅設有售票機及客務中心等设施。在商店方面，本站设有一家7-11便利店，亦设有自动售卖机和自动售卡/充值机等自助服务设施。
为方便行人进出，南岗站站厅东侧被划分为收费区，收费区内设有一台专用电梯，以及多组扶手电梯和楼梯供乘客来往于站厅及月台层。

### 月台
本站設有一個島式月台，位於黃埔東路的地底。本站的卫生间以及母婴室均设于月台往鱼珠方向端头处。

1号月台全景图

另外，本站北端設有一組雙存車線。

### 出入口
南崗站目前设有4个出入口，同时本站是13号线開通時少數沒有设置连接地面的升降机车站之一，直至B出入口启用。
|                                           |                                                       |      |          |                                                                        |
| 編號                                      | 设施                                                  | 图片 | 出口指示 | 建議前往的目的地                                                       |
| B                                         | 盲道标志 · 升降机标志 · 无障碍通道标志 · 扶手电梯标志 |      | 黄埔东路 | 南岗路                                                                 |
| C                                         | 扶手电梯标志                                          |      | 黃埔東路 | 南岗路、广州开发区医院（南岗院区）、南岗公交车站（北行）、南岗公交总站 |
| D                                         | 扶手电梯标志                                          |      | 黃埔東路 | 亨元路、广州市第十二人民医院黄埔院区、南岗公交车站（西行）             |
| E                                         | 盲道标志 · 扶手电梯标志                               |      | 黃埔東路 | 亨元路、廣海路                                                         |
| 註： 設有 \| 設有 \| 設有 \| 設有扶手電梯 |                                                       |      |          |                                                                        |

## 接驳交通
| 编号 | 编号 | 线路                   | 线路                   | 线路                   | 收费                   | 备注                                      |
| ---- | ---- | ---------------------- | ---------------------- | ---------------------- | ---------------------- | ----------------------------------------- |
|      | 214  | 广州火车东站           | ⇆                      | 新塘                   | 3元                    |                                           |
|      | 322  | 已于2024年5月5日停办   | 已于2024年5月5日停办   | 已于2024年5月5日停办   | 已于2024年5月5日停办   | 已于2024年5月5日停办                      |
|      | 372  | 南湾                   | ⇆                      | 新塘盛世名门           | 2元                    | 30分/班                                   |
|      | 388  | 南岗（国际玩具礼品城） | ⇆                      | 水西路                 | 3元                    | 不大于15–30分/班 氢燃料电池公交车试点线路 |
|      | 397  | 萝岗香雪（梅花世界）   | ⇆                      | 丹水坑風景區           | 2元                    | 不大于20–30分/班                          |
|      | 447  | 已于2024年10月27日停办 | 已于2024年10月27日停办 | 已于2024年10月27日停办 | 已于2024年10月27日停办 | 已于2024年10月27日停办                    |
|      | 516  | 保税区（酒博城）       | ⇆                      | 永和（万科里享家）     | 3元                    |                                           |
|      | 566  | 黄埔新城（沙步一横路） | ⇆                      | 永和（崇和花园）       | 3元                    |                                           |
|      | 567  | 穗港码头               | ⇆                      | 笔村                   | 2元                    |                                           |
|      | 569  | 萝岗香雪（梅花世界）   | ⇆                      | 沿河路（奕佳公寓）     | 2元                    |                                           |
|      | 571  | 新塘（保利东江首府）   | ⇆                      | 南湾                   | 2元                    |                                           |
|      | 571B | 新塘（四望岗公园）     | ⇆                      | 开发区（新港码头）     | 2元                    |                                           |
|      | 572  | 博汇商业区             | ⇆                      | 湖山国际公交总站       | 2元                    |                                           |
|      | 946  | 广汕路（科景路口）     | ⇆                      | 南岗                   | 2元                    |                                           |
|      | B26  | 凌塘村                 | ⇆                      | 护林路东               | 2元                    |                                           |
|      | B30  | 广纳院                 | ⇆                      | 南岗万达广场           | 2元                    |                                           |
|      | B31  | 黄埔东路（石化南路）   | ⇆                      | 开发区（珠江嘉园）     | 2元                    |                                           |
|      | 夜49 | 穗港码头               | ⇆                      | 永和开发区             | 4元                    | 569路附属线路                             |
|      | 夜57 | 火村东                 | ⇆                      | 夏园                   | 3元                    |                                           |
|      | 夜73 | 地铁双沙站             | ⇆                      | 埔南路（翡翠绿洲）     | 3元                    | B26路附属线路                             |

| 编号 | 编号 | 线路                 | 线路                 | 线路                 | 收费                 | 备注                 |
| ---- | ---- | -------------------- | -------------------- | -------------------- | -------------------- | -------------------- |
|      | 321  | 南岗                 | ⇆                    | 科学城（揽月路）     | 3元                  |                      |
|      | 436  | 南岗                 | ↺                    | 南岗码头             | 2元                  | 30–60分/班           |
|      | 437  | 已于2024年5月5日停办 | 已于2024年5月5日停办 | 已于2024年5月5日停办 | 已于2024年5月5日停办 | 已于2024年5月5日停办 |
|      | 439  | 南岗                 | ⇆                    | 中海誉城             | 2元                  |                      |
|      | 450  | 南岗                 | ⇆                    | 小塱                 | 2元                  |                      |
|      | 946  | 广汕路（科景路口）   | ⇆                    | 南岗                 | 2元                  |                      |
|      | B26  | 凌塘村               | ⇆                    | 护林路东             | 2元                  |                      |

## 历史
本站最早出現在1997年的地鐵規劃方案中，是當時3號線其中一個分支的終點站，並命名為南崗站，位置已與現時相近。在2003年方案中，本站成為5號線的中途站。之後該方案局部修改，本站成為當時14號線的中途站。隨後在2008年方案中，原14號線被分拆重組成多條線路，最終本站確定成為13號線的中途站，並隨13號線首期動工興建。
2014年7月，本站正式开工建设；2017年2月28日，车站主体结构封顶，是十三号线首期最后一座主体结构封顶的车站。在廣州地鐵集團向廣州市民政局地名委員會申報的13號線車站正式名稱中，本站名稱維持不變。
2017年12月28日，本站隨13號線首期開通而啟用。2018年9月11日，本站B口开通。
2020年5月22日，受当天凌晨广州的特大暴雨影响，13号线全线停運。本站亦隨之停運關閉，至5月29日隨魚珠至沙村段恢復運營而重開。

## 未来发展
黄埔有轨电车2号线地铁南岗站将建于本站上方，届时可实现出站换乘。